# Mick Schumacher
Mick Schumacher (Vufflens-le-Château, Švicarska, 22. ožujka 1999.) je njemački bivši vozač Formule 1 nakon što je dvije sezone vozio za momčad Haas. Potom je dvije godine bio rezervni vozač momčadi Mercedes, a od 2024. utrkuje se u utrkama prototipova u najjačoj klasi u Svjetskom Enduro prvenstvu. Sin je sedmerostrukog svjetskog prvaka Formule 1 - Michaela Schumachera.

## Početak utrkivanja

### Karting
Mick Schumacher se počeo utrkivati u kartingu 2008. pod imenom Mick Betsch, da bi izbjegao pozornost medija zbog svog oca Michaela Schumachera. Prezime Betsch djevojačko je prezime njegove majke Corinne. Prvi uspjeh ostvario je 2010. kada je osvojio naslov u Kerpener Kartchallenge - Bambini kategoriji za momčad KSM Motorsport. Sljedeće godine osvaja treće mjesto u Euro Wintercup - KF3 prvenstvu, a 2012. još po dva treća mjesta; u DMV Kart Championship - KF3 prvenstvu, te ponovo u Euro Wintercup - KF3 kategoriji. Godine 2013. osvaja treće mjesto u German Junior Kart prvenstvu za momčad KSM Racing Team, a iste godine osvaja još jedno treće mjesto u CIK-FIA International Super Cup - KFJ prvenstvu. Godine 2014., odnosno u posljednjoj godini natjecanja u kartingu, Mick tri puta postaje viceprvak; u CIK-FIA World KF-Junior i CIK-FIA European KF-Junior prvenstvu, te Deutsche Junior Kart Meisterschaft kategoriji.

### Formula 4
Mick Schumacher se natjecao 2015. i 2016. u dva prvenstva Formule 4; ADAC Formuli 4 i Talijanskoj Formuli 4.

#### ADAC Formula 4
Schumacher je debitirao u jednosjedu 2015. u ADAC Formuli 4 za momčad Van Amersfoort Racing, u bolidu Tatuus F4-T014 s Abarthovim motorom, a momčadski kolege su mu bili Harrison Newey i Joseph Mawson. Sezona je počela 28. travnja i završila 4. listopada, a sadržavala je osam rundi, gdje su se vozile po tri utrke na svakoj rundi. Već na prvoj utrci prve runde na stazi Oschersleben, Schumacher je devetim mjestom došao do prvih bodova, a na trećoj utrci iste runde i do svoje prve i jedine pobjede te sezone. U sljedeće tri runde, odnosno devet utrka na stazama Red Bull Ring, Spa-Francorchamps i Lausitz, Schumacher je osvojio samo jedan bod. Na petoj rundi na stazi Nürburgring, Mick osvaja bodove u sve tri utrke, a u prvoj utrci šeste runde na stazi Sachsenring osvaja peto mjesto. Svoje drugo i posljednje postolje osvaja na drugoj utrci sedme runde još jednom na stazi Oschersleben, kada osvaja treće mjesto. Na posljednjoj osmoj rundi na stazi Hockenheimring, još dva puta osvaja bodove te sezonu završava na 10. mjestu u ukupnom poretku vozača s 92 boda.
Sljedeće 2016. Mick prelazi u momčad Prema Powerteam, a momčadski kolege su mu Jüri Vips i Juan Manuel Correa. I ova sezona je sadržavala osam rundi, gdje su se vozile po tri utrke na svakoj rundi, a započela je 16. travnja na stazi Oschersleben gdje je Schumacher na prve dvije utrke osvojio četvrto mjesto, dok je na trećoj utrci ostvario svoju prvu pobjedu te sezone. Na drugoj utrci druge runde na stazi Sachsenring osvaja drugo mjesto, a onda na prve dvije utrke treće runde na stazi Lausitz dolazi do dvije pobjede. Na četvrtoj i petoj rundi, na Red Bull Ringu i još jednom na stazi Oschersleben, Mick osvaja još tri postolja, dok na Nürburgringu dolazi do još jedne pobjede i drugog mjesta. Dva postolja osvaja na Zandvoortu, a posljednju petu pobjedu u sezoni, osvaja na posljednjoj utrci posljednje osme runde na Hockenheimringu. S ukupno 322 boda osvaja titulu viceprvaka, 52 boda iza prvaka Joeyja Mawsona.

#### Talijanska Formula 4
Mick se 2016. paralelno s ADAC Formulom 4 natjecao i u Talijanskoj Formuli 4. Momčad za koju je vozio bila je Prema Powerteam, a momčadski kolege Jüri Vips i Juan Manuel Correa. Sezona je počela 9. travnja, a sadržavala je sedam rundi, s tim da se na prve dvije runde vozilo četiri utrke na svakoj rundi, a na ostalih pet rundi po tri utrke na svakoj rundi. Na prve dvije utrke prve runde na stazi Misano, Schumacher je upisao dvije pobjede. Na trećoj utrci nije vozio, dok je na četvrtoj osvojio četvrto mjesto. Nakon toga Mick je preskočio sve četiri utrke druge runde koje su se vozile na stazi Adria, te se vratio na treću rundu u Imoli, gdje je na prvoj utrci stigao do drugog mjesta, dok je na drugoj utrci upisao svoju treću pobjedu u sezoni. Na četvrtoj rundi na Mugellu osvaja još jedno postolje, dok na stazi Vallelunga koja je bila peta runda, osvaja još jednu pobjedu te dva postolja. Na šestoj rundi koja se vozila opet na Imoli, Mick nije uspio osvojiti bodove, dok je na završnoj sedmoj rundi u Monzi stigao do konačne pete pobjede u sezoni te još jednog postolja. Jednako kao i u ADAC Formuli 4 te sezone, Schumacher je i u Talijanskoj Formuli 4 osvojio titulu viceprvaka s 216 bodova, 15 bodova manje od prvaka Marcosa Sieberta.

### MRF Challenge Formula 2000
Nakon što je sezona ADAC Formule 4 2015. završila, Schumacher se priključio MRF Challenge Formuli 2000 u sezoni 2015./16. na posljednjoj rundi, gdje su se vozile četiri utrke 30. i 31. siječnja na stazi Madras. Na prvoj utrci je osvojio treće mjesto iza Harrison Newey i pobjednika Pietra Fittipaldija. Na sljedeće dvije utrke osvaja peto i šesto mjesto, dok na posljednjoj utrci prvenstva osvaja drugo mjesto iza Alessia Picariella. S 51 bodom, Mick osvaja 10. mjesto u poretku vozača.
Schumacher se natjecao i 2016./17. u MRF Challenge Formuli 2000, nakon što su završila prvenstva ADAC Formule 4 2016. i Talijanske Formule 4 iste godine. Ovaj put Schumacher je odvozio cijelu sezonu, odnosno četiri runde po četiri utrke na svakoj rundi. Već na prvoj utrci prve runde na stazi Sakhir, Mick je stigao do bodova, a na sljedećoj utrci i do prve pobjede. Na trećoj utrci osvojio je treće mjesto, a na posljednjoj utrci u Bahreinu dolazi do druge pobjede. Na drugoj rundi u Dubajiu osvaja jedno postolje, a na trećoj rundi na stazi Buddh, osvaja još dvije pobjede i jedno postolje. Na končanoj četvrtoj rundi na stazi Madras osvaja još dva druga mjesta, te s osvojenih 213 bodova, osvaja treće mjesto u konačnom poretku vozača.

### Europska Formula 3
2017.
Nakon završetka MFR Challenge Formule 2000 u veljači 2017., Schumacher je započeo natjecanje u Europskoj Formuli 3. Vozio je za momčad Prema Powerteam u Dallarinom F317/003 bolidu s Mercedesovim motorom, a momčadski kolege su mu bili Maximilian Günther, Guanyu Zhou i Callum Illot. Sezona je sadržavala 30 utrka, odnosno 10 runda po tri utrke. Već na prvoj utrci prve runde voženoj 14. travnja na stazi Silverstone, Mick je došao do prvih bodova. Na drugoj utrci druge runde u Monzi, osvaja prvo postolje - 3. mjesto iza Jehana Daruvale i pobjednika Landa Norrisa. Na stazi Pau koja je bila treća runda, Mick osvaja samo dva boda, a na sljedećoj rundi na Hungaroringu četiri boda. Na petoj rundi na Norisringu samo prvu utrku završava u bodovima, dok na sljedećem Spa-Francorchampsu osvaja bodove na sve tri utrke. Na sljedeće dvije runde na stazama Zandvoort i Nürburgring osvaja ukupno 14 bodova, dok na devetoj rundi na Red Bull Ringu ponovo sve tri utrke završava u bodovima. Na posljednjoj rundi na Hockenheimringu ne uspijeva osvojiti bodove, te sezonu završava na 12. mjestu s 94 boda, iza svih troje momčadskih kolega.
2018.
Sljedeće godine Prema Powerteam mijenja naziv u Prema Theodore Racing. Maximilian Günther i Callum Ilott otišli su iz Preme i Europske Formule 3, a na njihovo mjesto su došli Ralf Aron, Marcus Armstrong i Robert Švarcman, dok je Guanyu Zhou ostao u momčadi. Schumacher je vozio Dallarin F315/004 bolid s Mercedes-Benz motorom. I ovoga puta sezona je sadržavala 30 utrka, po tri utrke na svakoj od 10 runda. Mick nije najbolje počeo sezonu. Na prvoj rundi na stazi Pau, osvojio je samo četiri boda. Nakon što je na prve dvije utrke druge runde na Hungaroringu završio u bodovima, na trećoj utrci dolazi do prvog postolja u sezoni. Na trećoj rundi na Norisringu osvaja tek 12 bodova, dok na Zandvoortu osvaja drugo postolje u sezoni. Na trećoj utrci pete runde na Spa-Francorchampsu, Mick dolazi do prve pobjede ispred momčadskog kolege Roberta Švarcmana. Na drugoj utrci šeste runde na Silverstoneu dolazi do druge pobjede, dok na Misanu osvaja još jednu pobjedu i treće mjesto. Nakon toga slijedi niz od pet uzastopnih pobjeda za Schumachera. Tri pobjede na osmoj rundi na Nürburgringu, te dvije na Red Bull Ringu, dok na trećoj utrci osvaja drugo mjesto. Na posljednjoj rundi na Hockenheimringu, Mick osvaja dva druga mjesta. S ukupno 365 bodova Schumacher osvaja titulu prvaka Europske Formule 3.

## Formula 2

### Prema Racing (2019. − 2020.)

#### 2019.
Nakon osvajanja naslova u Europskoj Formuli 3, dana 27. studenog 2018. objavljeno je da će Schumacher 2019. debitirati u FIA Formula 2 prvenstvu za momčad Prema Racing, gdje će mu momčadski kolega biti Sean Gelael. Nijemac je vozio bolid Dallara F2 2018 s Mecachrome 3.4 turbo motorom. Sezona je sadržavala 12 rundi, na kojima su se vozile po dvije utrke, a započela je 30. ožujka na stazi Sakhir. Schumacher je do prvih bodova stigao na prvoj utrci, kada je osvojio osmo mjesto, a na drugoj utrci na istoj stazi osvaja šesto mjesto. Na glavnoj utrci druge runde na stazi Baku, upisao je prvo odustajanje u sezoni, a na sprint utrci na istoj stazi osvojio je odlično peto mjesto, startavši s 19. mjesta na gridu. Uslijedile su utrke u Barceloni, Monaku i Paul Ricardu, gdje Schumacher nije osvojio bodove. Četvrtim mjestom na sprint utrci na Red Bull Ringu, Nijemac se vratio osvajanju bodova. Bodove je osvojio i na sprint utrci na Silverstoneu, te na glavnoj utrci na Hungaroringu. Dana 4. kolovoza, Mick Schumacher je ostvario svoju prvu pobjedu u FIA Formula 2 prvenstvu na sprint utrci na Hungaroringu. Nijemac je startao s pole positiona, a na startu u prvom zavoju je zatvorio put Nobuharuu Matsushiti u Carlinu. Nakon toga je održavao prednost ispred Japanca, te na kraju pobijedio s 1,453 sekunde ispred Matsushite. Nakon što je glavna utrka na Spa-Francorchampsu prekinuta, a sprint utrka otkazana zbog pogibije Anthoinea Huberta, Schumacher je na sprint utrci na Monzi osvojio šesto mjesto. Schumacher glavnu utrku i sprint utrku na Sočiju nije završio, a posljednje bodove u sezoni osvojio je na glavnoj utrci posljednje runde na Yas Marini. S osvojena 53 boda, Schumacher je završio na 12. mjestu konačnog poretka vozača.

#### 2020.
Sljedeće 2020. Sean Gelael je napustio Premu Racing, te otišao u momčad DAMS, a na njegovo mjesto je došao prvak FIA Formula 3 prvenstva iz 2019. Robert Shwartzman.
Na glavnoj utrci u Austriji Schumacher je izletio sa staze dok se s Callumom Ilottom borio za prvo mjesto. Slijedeći vikend na istoj stazi nije završio sprint utrku jer mu se u bolidu za vrijeme utrke aktivirao aparat za gašenje požara. U Mađarskoj, na Hungaroringu, osvojio je dvostruko postolje, a zatim je od Barcelone do Monze upisao pet uzastopnih postolja i pobjedu u glavnoj utrci u Monzi. U Mugellu je preuzeo vodstvo u prvenstvu. Bio je pobjednik glavne utrke u Rusiji, a u sprint utrci tog vikenda koja je skraćena zbog sudara između Luce Ghiotta i Jacka Aitkena osvojio je treće mjesto.
U Bahrainu je bio 10. na kvalifikacijama da bi se u glavnoj utrci popeo na 4. mjesto, a u sprintu je završio na 7. mjestu. Zbog tih rezultata Callum Ilott uspio je smanjiti svoj zaostatak u poretku na samo 14 bodova prije zadnje runde prvestva na vanjskom rasporedu iste staze. 
Za zadnju utrku prvenstva Schumacher je ostvario svoj najgori rezultat na kvalifikacijama u svojoj karijeri u Formuli 2. Kvalificirao se 18. zbog incidenta s Royem Nissanyjem, no u utrci se dobro oporavio popevši se do 6. mjesta tako da mu je ostala prednost od 14 bodova prije zadnje utrke. U sprint utrci uništio si je gume dok se borio za vodstvo tako da je morao mijenjati gume, što ga je izbacilo iz bodova. Budući da su Ilottove gume također bile u lošem stanju, on nije uspio nadoknaditi zaostatak u bodovima čime je Mick Schumacher osvojio naslov prvaka FIA Formule 2 2020.

## Formula 1
Dana 2. prosinca 2020., potvrđeno je da će se Schumacher natjecati u Formuli 1 2021. za momčad Haas F1 Team.

## Postignuća

### Sažetak karijere
| Godina      | Kategorija                   | Momčad                        | Utrke          | Pobjede        | Prva startna mjesta | Najbrži krugovi | Podiji         | Bodovi         | Poredak        |
| ----------- | ---------------------------- | ----------------------------- | -------------- | -------------- | ------------------- | --------------- | -------------- | -------------- | -------------- |
| 2015.       | ADAC Formula 4               | Van Amersfoort Racing         | 22             | 1              | –                   | –               | 2              | 92             | 10.            |
| 2015. – 16. | MRF Challenge Formula 2000   | MRF Racing                    | 4              | –              | –                   | –               | 2              | 51             | 10.            |
| 2016.       | ADAC Formula 4               | Prema Powerteam               | 24             | 5              | 4                   | 2               | 12             | 322            | 2.             |
| 2016.       | Talijanska Formula 4         | Prema Powerteam               | 18             | 5              | 4                   | 6               | 10             | 216            | 2.             |
| 2016. – 17. | MRF Challenge Formula 2000   | MRF Racing                    | 16             | 4              | 2                   | 1               | 9              | 215            | 3.             |
| 2017.       | Europska Formula 3           | Prema Powerteam               | 30             | –              | –                   | –               | 1              | 94             | 12.            |
| 2017.       | Velika nagrada Makaa         | Prema Powerteam               | 1              | –              | –                   | 1               | –              | –              | 16.            |
| 2018.       | Europska Formula 3           | Prema Theodore Racing         | 30             | 8              | 7                   | 4               | 14             | 365            | 1.             |
| 2018.       | Velika nagrada Makaa         | SJM Theodore Racing by Prema  | 1              | –              | –                   | –               | –              | –              | 5.             |
| 2019.       | Formula 2                    | Prema Racing                  | 22             | 1              | –                   | 1               | 1              | 53             | 12.            |
| 2020.       | Formula 2                    | Prema Racing                  | 24             | 2              | –                   | 2               | 10             | 205            | 1.             |
| 2021.       | Formula 1                    | Uralkali Haas F1 Team         | 22             | –              | –                   | –               | –              | –              | 19.            |
| 2022.       | Formula 1                    | Haas F1 Team                  | 21             | –              | –                   | –               | –              | 12             | 16.            |
| 2023.       | Formula 1                    | Mercedes-AMG Petronas F1 Team | Rezervni vozač | Rezervni vozač | Rezervni vozač      | Rezervni vozač  | Rezervni vozač | Rezervni vozač | Rezervni vozač |
| 2023.       | Formula 1                    | McLaren F1 Team               | Rezervni vozač | Rezervni vozač | Rezervni vozač      | Rezervni vozač  | Rezervni vozač | Rezervni vozač | Rezervni vozač |
| 2024.       | Formula 1                    | Mercedes-AMG Petronas F1 Team | Rezervni vozač | Rezervni vozač | Rezervni vozač      | Rezervni vozač  | Rezervni vozač | Rezervni vozač | Rezervni vozač |
| 2024.       | World Endurance Championship | Alpine Endurance Team         | 8              | –              | –                   | –               | 1              | 21             | 22.            |
| 2025.       | World Endurance Championship | Alpine Endurance Team         | 5              | –              | –                   | –               | 2              | 36             | 13.            |

### Potpuni popis rezultata u Formuli 1
(legenda) (Utrke označene debelim slovima označuju najbolju startnu poziciju) (Utrke označene kosim slovima označuju najbrži krug utrke)
| Godina | Konstruktor | 1.     | 2.     | 3.     | 4.     | 5.     | 6.     | 7.      | 8.     | 9.      | 10.    | 11.    | 12.    | 13.    | 14.    | 15.     | 16.    | 17.    | 18.     | 19.    | 20.    | 21.     | 22.    | Bodovi | Poredak |
| ------ | ----------- | ------ | ------ | ------ | ------ | ------ | ------ | ------- | ------ | ------- | ------ | ------ | ------ | ------ | ------ | ------- | ------ | ------ | ------- | ------ | ------ | ------- | ------ | ------ | ------- |
| 2021.  | Haas        | BHR 16 | EMI 16 | POR 17 | ŠPA 18 | MON 18 | AZE 13 | FRA 19  | ŠTJ 16 | AUT 18  | VBR 18 | MAĐ 12 | BEL 16 | NIZ 18 | ITA 15 | RUS Ret | TUR 19 | SAD 16 | MEX Ret | SÃO 18 | KAT 16 | SAU Ret | ABU 14 | 0      | 19.     |
| 2022.  | Haas        | BHR 11 | SAU    | AUS 13 | EMI 17 | MIA 15 | ŠPA 14 | MON Ret | AZE 14 | KAN Ret | VBR 8  | AUT 6  | FRA 15 | MAĐ 14 | BEL 17 | NIZ 13  | ITA 12 | SIN 13 | JAP 17  | SAD 15 | MEX 16 | SÃO 13  | ABU 16 | 12     | 16.     |

## Vanjske poveznice
- Mick Schumacher - Driver Database
- Mick Schumacher - Stats F1